# Danni da radicali liberi
I danni da radicali liberi interessano le cellule umane e non, e sono appunto causati dai ROS, con un ampio spettro di azioni.
Il problema dell'ossigeno è che accetta gli elettroni uno per volta, cioè in altri termini, viene ridotto monovalentemente. Questo a livello biologico può diventare un problema, poiché quando accetta il primo elettrone diventa radicale ed in quanto tale va ad ossidare varie strutture cellulari.  Quando infatti c'è un aumento di produzione di radicali si riduce l'efficienza dei sistemi di difesa.

## Danni da Radicali liberi
I danni provocati dai ROS portano ad alterazioni funzionali che possono terminare con la necrosi o l'apoptosi della cellula.
Coinvolgono:
- Alterazioni della membrana: disfunzione delle pompe ioniche, aumento della permeabilità e lipoperossidazione, che porta a rottura dei doppie legami e quindi della membrana e formazione di radicali lipidi altamente reagenti come la malondialdeide.
- Alterazioni del nucleo: alterazioni della membrana nucleare, denaturazione di proteine e del DNA, aumento della p53. Quest'ultima può riparare i danni del DNA, ma può anche portate alla apoptosi, indurre l'arresto della crescita cellulare e accelerare la senescenza cellulare. La p53 mutata può favorire la nascita di una neoplasia.
- Alterazioni del Reticolo endoplasmatico: diminuzione della sintesi proteica e della detossificazione.
- Alterazione dei lisosomi: fuoriuscita degli enzimi contenuti con loro attivazione e conseguenti danni.
- Alterazione dei mitocondri: diminuzione della funzionalità delle pompe di membrana e dell'ATP intracellulare dovuto all'aumento dell'idrolisi di ATP, ADP e AMP per riparare i danni e per l'inefficienza conseguita dai mitocondri per i ROS.
- Alterazioni del citoplasma: l'ambiente diventa più acido, con seguente diminuzione della glicolisi e del GSH che agirebbe da antiossidante. Può esserci anche una ossidazione dei tioli.

### Fonti di radicali
Si dividono in intracellulari ed extracellulari.

#### Intracellulari
- Autossidazione di tioli, catecolamine e flavine
- Enzimi citoplasmatici: la Xantina deidrogenasi su azione della proteasi calpaina diventa Xantina ossidasi che usa come substrato per processare la xantina ad acido urico l'ossigeno invece che il NAD+, producendo però pure l'anione superossido.
- Sistemi di trasporto di e-
  - REL: nei sistemi ossido-riduttivi del REL come Cit.450 per l'eliminazione dei xenobiotici, dove si possono formare ROS per autossidazione delle reduttasi o perché rilasciati da Cit.450.
  - mitocondri: nella catena respiratoria mitocondriale.
    - iperossigenazione;
    - disaccopiamento del rapporto P/O, con velocizzazione del passaggio degli elettroni senza produzione di ATP ma solo calore;
    - nell'ipossia i citocromi sono alterati e ci sono degli inibitori che aumentano lo stato ridotto e rallentano in flusso di elettroniche possono così sfuggire.
- Perossisomi: gli enzimi dei perossisomi rimuovono idrogeno dai substrati trasferendolo all'ossigeno e formando così H2O2
- NADPH ossidasi
- Sintesi delle prostaglandine: durante l'ossidazione di NADPH si può formare anione superossido
- NO sintasi

#### Extracellulari
- Radiazioni ionizzanti
- Fotoionizzazione

#### Reazioni cellulari dove c'è produzione di radicali
1. NADPH ossidasi: NADPH + 2O2 → NADP+ + 2O2-
2. Superossido dismutasi: 2O2- + 2O2- + 2H+ → H2O2 + O2
3. Mieloperossidasi: H2O2 + Cl- + H+ → HOCl + H2O
4. Reazione di Haber-Weiss: H2O2 + O2- → O2 + OH- + OH*
5. Reazione di Fenton: 
  1. Fe3+ + O2- →  Fe2+ + O2
  2. Fe2+ + H2O2 →  Fe3+ + O2 + OH- + OH*

### Sistemi di difesa
I sistemi di difesa adoperati dalla cellula comprendono enzimi o strutture della catena mitocondriale, dove trattengono i radicali fino a che essi non legano un secondo elettrone, o sistemi detossificanti come enzimi (SOD, catalasi, perossidasi) o scavenger (molecole con gruppi -SH, vitamine C/E/A, chelanti del ferro, come lactoferrina e transferrina).

## Patologie dove sono implicati i Radicali Liberi
Sono numerose le patologie dove i radicali liberi sono implicati:
- Nella riperfusione seguente un'ipoperfusione: quando c'è ipoperfusione e ipossia si attiva la calpaina e così entra in azione la Xantina ossidasi che usa come subtratio il poco ossigeno presente, producendo radicali, il problema sorge quando questa rimane attiva dopo la riperfusione poiché ora trova maggior ossigeno come substrato e avviene un'altissima produzione di O2-
- In iperossigenazione a causa di ossigeno terapia: aumenta la velocità di trasporto di ossigeno e gli elettroni sfuggono
- Nella formazione della cataratta (1% dei casi)
- Fotosensibilità: porfirie, malattie da accumulo di porfirine, sostanze fotosensibili.
- Infiammazione croniche: azione della NADPH ossidasi
- In caso di sovraccarico di ferro o di rame:  aumento della Reazione di Fenton
  - Emocromatosi: chiamato anche diabete bronzino, vi è accumulo di ferro per eccessiva ingestione o difetti genetici dei trasportatori del ferro
  - Malattia di Wilson:: proteina che porta all'eliminazione del rame è alterata geneticamente.
- Neoplasie
- Nei processi di invecchiamento: la "teoria del deterioramento" afferma che l'invecchiamento è il risultato del progressivo accumulo di danni ossidativi.
- In presenza di carenza di antiossidanti: carenza di vitamina A, C ed E, SOD, catalasi e GSH-perossidasi
- Nell'aumento della respirazione cellulare: data da iperlavoro muscolare, febbre o ipertiroidismo
- Alcolismo
- Traumi
- Malattie neurodegenerative come Alzheimer, Huntington, SLA e Parkinson: il sistema nervoso è d'altronde particolarmente vulnerabile ai radicali liberi perché è ricco di grassi insaturi (lipoperossidabili), consuma molto ossigeno, i neuroni sono ricchi di lisosomi e ferro,la degradazione di neurormoni come le catecolammine produce H2O2.
  - Corea di Huntington: l'huntingtina mutata induce eccitotossicità poiché: 1) riduce i recettori presinaptici del glutammato, riducendo il feedback negativo; 2) aumenta la sensibilità dei recettori NMDA postsinaptici fosforilandoli in tirosina; 3) riduce i trasportatori del glutammato, diminuendo il re-uptake. Tutto questo porta a depolarizzazione con turbe elettrolitiche fino alla lisi osmotica del neurone e aumento del calcio intracellulare con attivazione della Xantina ossidasi che produce ROS e della NO ossidasi che produce NO e poi il pericolosissimo perossinitrito. La dopamina non fa altro che favorire l'aggregazione dell'huntingtina.
  - Sclerosi laterale amiotrofica: 1/5 delle forme autosomiche dominanti ereditarie della SLA è dovuto a mutazione della proteina SOD citoplasmatica, il che porterebbe ad un deficit di protezione nei confronti dei radicali liberi e possibile apoptosi dei neuroni. La SOD mutata indurrebbe pure reazioni catalitiche aberranti con aggregazione della stessa proteina. In modelli murini si è riscontrato anche un ridotto re-uptake di glutammato, che non sarebbe nemmeno tamponato dalla SOD.
  - Malattia di Parkinson: un'anormale processazione dell'α-sinucleina sarebbe alla base di tale malattia, in particolare nelle forme idiopatiche fattori ambientali e radicali liberi dell'ossigeno potrebbero influire sull'aggregazione e/o processazione di questa. Si sottolinea così il ruolo dello stress ossidativo nella patogenesi. Caratteristica dei pazienti tutti con la malattia di Parkinson è la degenerazione dei neuroni contenenti melanina di Sostanza Nera, Locus Coeruleus, Nucleo Caudato e Putamen, con conseguente impallidimento di queste zone dovuto all'azione dei radicali liberi che aumentano il catabolismo della dopamina con produzione di H2O2 ; diminuzione del GSH con perdita di potere riducente infine la neuromelanina legherebbe il ferro inducendo la formazione di radicali con la Reazione di Fenton.
  - Malattia di Alzheimer: la glicoproteina mutata APP ad opera delle β e γ secretasi si deposita come amiloide portando a diverse modalità di danno: 1) il deposito perivascolare impedisce gli scambi trofici (angiopatia amiloidea); 2) il deposito a placche diffuse nel tessuto nervoso attiva la microglia, che produce NO e citochine, con relativo danno infiammatorio; 3) la stessa amiloide stimola la salita del calcio intra cellulare e la produzione di radicali legando specifici siti sinaptici. Il tutto porta ad alterata trasmissione sinaptica e ad apoptosi cellulare.